# Groupe E des éliminatoires du Championnat d'Europe de football 2020
 (décembre 2022).
Navigation
Groupe D Groupe F
Cet article donne les résultats des matches du groupe E des éliminatoires de l'Euro 2020.
Le Groupe E est composé de 5 équipes nationales européennes avec pour tête de série la Croatie, finaliste du dernier Mondial. La Croatie (1re) et le Pays de Galles (2e) du groupe sont directement qualifiés pour la phase finale de la compétition. La Slovaquie et la Hongrie joueront les barrages.

## Classement
| Rang | Équipe         | Pts | J | G | N | P | Bp | Bc | Diff |  | Résultats (▼ dom., ► ext.) |     |     |     |     |     |
| ---- | -------------- | --- | - | - | - | - | -- | -- | ---- |  | -------------------------- | --- | --- | --- | --- | --- |
| 1    | Croatie        | 17  | 8 | 5 | 2 | 1 | 17 | 7  | +10  |  | Croatie                    |     | 2-1 | 3-1 | 3-0 | 2-1 |
| 2    | Pays de Galles | 14  | 8 | 4 | 2 | 2 | 10 | 6  | +4   |  | Pays de Galles             | 1-1 |     | 1-0 | 2-0 | 2-1 |
| 3    | Slovaquie (B)  | 13  | 8 | 4 | 1 | 3 | 13 | 11 | +2   |  | Slovaquie (B)              | 0-4 | 1-1 |     | 2-0 | 2-0 |
| 4    | Hongrie (B)    | 12  | 8 | 4 | 0 | 4 | 8  | 11 | -3   |  | Hongrie (B)                | 2-1 | 1-0 | 1-2 |     | 1-0 |
| 5    | Azerbaïdjan    | 1   | 8 | 0 | 1 | 7 | 5  | 18 | -13  |  | Azerbaïdjan                | 1-1 | 0-2 | 1-5 | 1-3 |     |

- Sélection directement qualifiée pour l'Euro 2020

## Résultats et calendrier
| 1re journée        | Croatie                             | 2 - 1   | Azerbaïdjan                   | Stade Maksimir, Zagreb                          |                                                 |
| 21 mars 2019 20h45 | Barišić 44e · ( Rebić) Kramarić 79e | (1 - 1) | 19e Sheydayev (en) (Almeida ) | Spectateurs : 23 146 Arbitrage : Georgi Kabakov | Spectateurs : 23 146 Arbitrage : Georgi Kabakov |
| 21 mars 2019 20h45 |                                     | Rapport | 57e Medvedev                  | Spectateurs : 23 146 Arbitrage : Georgi Kabakov | Spectateurs : 23 146 Arbitrage : Georgi Kabakov |

|       | Slovaquie                                         | 2 - 0   | Hongrie                            | Stade Antona Malatinského, Trnava                     |                                                       |
| 20h45 | ( Rusnák) Duda 42e · ( Duda) Rusnák 84e           | (1 - 0) |                                    | Spectateurs : 14 235 Arbitrage : Vladislav Bezborodov | Spectateurs : 14 235 Arbitrage : Vladislav Bezborodov |
| 20h45 | Vavro 21e · Kucka 50e · Hamšík 77e · Škriniar 89e | Rapport | 10e Kalmár · 59e Korhut · 88e Nagy | Spectateurs : 14 235 Arbitrage : Vladislav Bezborodov | Spectateurs : 14 235 Arbitrage : Vladislav Bezborodov |

| 2e journée                 | Pays de Galles         | 1 - 0   | Slovaquie                                                                              | Cardiff City Stadium, Cardiff                 |                                               |
| 24 mars 2019 15h00 (14h00) | James 5e               | (1 - 0) |                                                                                        | Spectateurs : 31 617 Arbitrage : Felix Zwayer | Spectateurs : 31 617 Arbitrage : Felix Zwayer |
| 24 mars 2019 15h00 (14h00) | Allen 53e · Brooks 60e | Rapport | 15e Mak · 31e Vavro · 41e Lobotka · 69e Ďuriš · 86e Hamšík · 90+3e Stoch · 90+6e Kucka | Spectateurs : 31 617 Arbitrage : Felix Zwayer | Spectateurs : 31 617 Arbitrage : Felix Zwayer |

|       | Hongrie                                   | 2 - 1   | Croatie               | Groupama Aréna, Budapest                        |                                                 |
| 18h00 | ( Dzsudzsák) Szalai 34e · Pátkai (en) 76e | (1 - 1) | 13e Rebić (Kramarić ) | Spectateurs : 19 400 Arbitrage : William Collum | Spectateurs : 19 400 Arbitrage : William Collum |
| 18h00 | Dzsudzsák 63e                             | Rapport | 82e Lovren            | Spectateurs : 19 400 Arbitrage : William Collum | Spectateurs : 19 400 Arbitrage : William Collum |

| 3e journée        | Croatie                                                           | 2 - 1   | Pays de Galles        | Stade Gradski vrt, Osijek                      |                                                |
| 8 juin 2019 15h00 | Lawrence 17e (csc) · Perišić 48e                                  | (1 - 0) | 77e Brooks (Roberts ) | Spectateurs : 17 061 Arbitrage : István Kovács | Spectateurs : 17 061 Arbitrage : István Kovács |
| 8 juin 2019 15h00 | Brekalo 28e · Jedvaj 50e · Lovren 54e · Vida 69e · Brozović 90+2e | Rapport | 48e Bale              | Spectateurs : 17 061 Arbitrage : István Kovács | Spectateurs : 17 061 Arbitrage : István Kovács |

|               | Azerbaïdjan                               | 1 - 3   | Hongrie                                                             | Bakcell Arena, Bakou                        |                                             |
| 18h00 (20h00) | Mədətov 70e                               | (0 - 1) | 18e Orban (Dzsudzsák ) · 53e Orban (Baráth (en) ) · 71e Holman (en) | Spectateurs : 10 450 Arbitrage : Kevin Blom | Spectateurs : 10 450 Arbitrage : Kevin Blom |
| 18h00 (20h00) | Guseynov 38e · Nazarov 50e · Medvedev 60e | Rapport | 28e Szoboszlai · 67e Kleinheisler · 87e Nemeth                      | Spectateurs : 10 450 Arbitrage : Kevin Blom | Spectateurs : 10 450 Arbitrage : Kevin Blom |

| 4e journée                 | Azerbaïdjan        | 1 - 5   | Slovaquie                                                                                      | Bakcell Arena, Bakou                        |                                             |
| 11 juin 2019 18h00 (20h00) | Sheydayev (en) 29e | (1 - 3) | 8e Lobotka (Mak ) · 27e Kucka · 30e Hamšík (Kucka ) · 57e Hamšík (Vavro ) · 85e Hancko (Duda ) | Spectateurs : 8 200 Arbitrage : John Beaton | Spectateurs : 8 200 Arbitrage : John Beaton |
| 11 juin 2019 18h00 (20h00) | Krivotsyuk 70e     | Rapport |                                                                                                | Spectateurs : 8 200 Arbitrage : John Beaton | Spectateurs : 8 200 Arbitrage : John Beaton |

|       | Hongrie                                 | 1 - 0   | Pays de Galles                        | Groupama Aréna, Budapest                   |                                            |
| 20h45 | Pátkai (en) 80e                         | (0 - 0) |                                       | Spectateurs : 18 350 Arbitrage : Matej Jug | Spectateurs : 18 350 Arbitrage : Matej Jug |
| 20h45 | Pátkai (en) 39e · Nagy 49e · Korhut 90e | Rapport | 2e Gunter · 82e Lawrence · 87e Davies | Spectateurs : 18 350 Arbitrage : Matej Jug | Spectateurs : 18 350 Arbitrage : Matej Jug |

| 5e journée             | Slovaquie | 0 - 4   | Croatie                                                                                          | Stade Antona Malatinského, Trnava            |                                              |
| 6 septembre 2019 20h45 |           | (0 - 1) | 45e Vlašić (Brozović ) · 46e Perišić (Rebić ) · 72e Petković (Brekalo ) · 89e Lovren (Brozović ) | Spectateurs : 18 098 Arbitrage : Felix Brych | Spectateurs : 18 098 Arbitrage : Felix Brych |
| 6 septembre 2019 20h45 | Rapport   |         |                                                                                                  | Spectateurs : 18 098 Arbitrage : Felix Brych | Spectateurs : 18 098 Arbitrage : Felix Brych |

|               | Pays de Galles                | 2 - 1   | Azerbaïdjan                                | Cardiff City Stadium, Cardiff                          |                                                        |
| 20h45 (19h45) | Pashayev 26e (csc) · Bale 84e | (1 - 0) | 58e Mədətov                                | Spectateurs : 28 385 Arbitrage : Trustin Farrugia Cann | Spectateurs : 28 385 Arbitrage : Trustin Farrugia Cann |
| 20h45 (19h45) | Mepham 52e · Allen 90e        | Rapport | 42e Nazarov · 66e Almeida · 81e Krivotsyuk | Spectateurs : 28 385 Arbitrage : Trustin Farrugia Cann | Spectateurs : 28 385 Arbitrage : Trustin Farrugia Cann |

| 6e journée                     | Azerbaïdjan                                                         | 1 - 1   | Croatie                    | Bakcell Arena, Bakou                           |                                                |
| 9 septembre 2019 18h00 (20h00) | ( Sheydayev (en)) Khalilzade (en) 72e                               | (0 - 1) | 11e (pen.) Modrić          | Spectateurs : 9 150 Arbitrage : Sandro Schärer | Spectateurs : 9 150 Arbitrage : Sandro Schärer |
| 9 septembre 2019 18h00 (20h00) | Krivotsyuk 62e · Nazarov 67e · Khalilzade (en) 68e · Medvedev 90+3e | Rapport | 21e Brozović · 70e Barišić | Spectateurs : 9 150 Arbitrage : Sandro Schärer | Spectateurs : 9 150 Arbitrage : Sandro Schärer |

|       | Hongrie                                                                                          | 1 - 2   | Slovaquie                        | Groupama Aréna, Budapest                             |                                                      |
| 20h45 | Szoboszlai 50e                                                                                   | (0 - 1) | 40e Mak · 56e Boženík (Lobotka ) | Spectateurs : 21 700 Arbitrage : Antonio Mateu Lahoz | Spectateurs : 21 700 Arbitrage : Antonio Mateu Lahoz |
| 20h45 | Szoboszlai 6e · Dzsudzsák 19e · Szalai 53e · Baráth (en) 54e, 90+5e · Nagy 59e · Pátkai (en) 69e | Rapport | 12e Šatka · 41e Vavro            | Spectateurs : 21 700 Arbitrage : Antonio Mateu Lahoz | Spectateurs : 21 700 Arbitrage : Antonio Mateu Lahoz |

| 7e journée            | Croatie                                          | 3 - 0   | Hongrie                                 | Stade Poljud, Split                             |                                                 |
| 10 octobre 2019 20h45 | Modrić 5e · ( Rebić) Petković 24e · Petković 42e | (3 - 0) |                                         | Spectateurs : 32 110 Arbitrage : Daniele Orsato | Spectateurs : 32 110 Arbitrage : Daniele Orsato |
| 10 octobre 2019 20h45 | Vida 31e · Brozović 44e                          | Rapport | 18e, 56e Kleinheisler · 82e Lovrencsics | Spectateurs : 32 110 Arbitrage : Daniele Orsato | Spectateurs : 32 110 Arbitrage : Daniele Orsato |

|       | Slovaquie        | 1 - 1   | Pays de Galles                                     | Stade Antona Malatinského, Trnava                        |                                                          |
| 20h45 | Kucka 53e        | (0 - 1) | 25e Moore (James )                                 | Spectateurs : 18 071 Arbitrage : Carlos del Cerro Grande | Spectateurs : 18 071 Arbitrage : Carlos del Cerro Grande |
| 20h45 | Gyömbér 51e, 88e | Rapport | 15e Bale · 33e Ampadu · 50e Williams · 90+4e James | Spectateurs : 18 071 Arbitrage : Carlos del Cerro Grande | Spectateurs : 18 071 Arbitrage : Carlos del Cerro Grande |

| 8e journée            | Hongrie                      | 1 - 0   | Azerbaïdjan                                                                                | Groupama Aréna, Budapest                       |                                                |
| 13 octobre 2019 18h00 | Korhut 10e                   | (1 - 0) |                                                                                            | Spectateurs : 11 300 Arbitrage : Dennis Higler | Spectateurs : 11 300 Arbitrage : Dennis Higler |
| 13 octobre 2019 18h00 | Lovrencsics 25e · Korhut 73e | Rapport | 12e Rahimov (en) · 67e Israfilov · 90+3e Mustafazade (en) · 90+3e Qarayev · 90+5e Hüseynov | Spectateurs : 11 300 Arbitrage : Dennis Higler | Spectateurs : 11 300 Arbitrage : Dennis Higler |

|               | Pays de Galles                      | 1 - 1   | Croatie                                                           | Cardiff City Stadium, Cardiff                  |                                                |
| 20h45 (19h45) | ( Davies) Bale 45+3e                | (1 - 1) | 9e Vlašić (Petković )                                             | Spectateurs : 31 745 Arbitrage : Björn Kuipers | Spectateurs : 31 745 Arbitrage : Björn Kuipers |
| 20h45 (19h45) | Moore 57e · Allen 86e · James 90+6e | Rapport | 14e Vida · 46e Petković · 45+4e Lovren · 85e Rakitić · 89e Modrić | Spectateurs : 31 745 Arbitrage : Björn Kuipers | Spectateurs : 31 745 Arbitrage : Björn Kuipers |

| 9e journée                     | Azerbaïdjan                                                        | 0 - 2   | Pays de Galles                                        | Bakcell Arena, Bakou                          |                                               |
| 16 novembre 2019 18h00 (21h00) |                                                                    | (0 - 2) | 10e Moore (Wilson ) · 34e Wilson (James )             | Spectateurs : 8 622 Arbitrage : Deniz Aytekin | Spectateurs : 8 622 Arbitrage : Deniz Aytekin |
| 16 novembre 2019 18h00 (21h00) | Nazarov 40e · Sheydayev (en) 68e · Hüseynov 89e · Rahimov (en) 89e | Rapport | 14e Ampadu · 81e Morrell · 89e Wilson · 90+5e Matondo | Spectateurs : 8 622 Arbitrage : Deniz Aytekin | Spectateurs : 8 622 Arbitrage : Deniz Aytekin |

|       | Croatie                                                      | 3 - 1   | Slovaquie                   | Stade Kantrida, Rijeka                         |                                                |
| 20h45 | Vlašić 56e · ( Modrić) Petković 60e · ( Barišić) Perišić 74e | (0 - 1) | 32e Boženík (Lobotka )      | Spectateurs : 8 212 Arbitrage : Clément Turpin | Spectateurs : 8 212 Arbitrage : Clément Turpin |
| 20h45 | Ćaleta-Car 13e · Rebić 43e                                   | Rapport | 23e, 66e Mak · 79e Dúbravka | Spectateurs : 8 212 Arbitrage : Clément Turpin | Spectateurs : 8 212 Arbitrage : Clément Turpin |

| 10e journée            | Slovaquie                          | 2 - 0   | Azerbaïdjan                                          | Stade Antona Malatinského, Trnava            |                                              |
| 19 novembre 2019 20h45 | ( Hamšík) Boženík 19e · Hamšík 86e | (1 - 0) |                                                      | Spectateurs : 7 825 Arbitrage : Serhiy Boiko | Spectateurs : 7 825 Arbitrage : Serhiy Boiko |
| 19 novembre 2019 20h45 | Haraslín 62e · Škriniar 82e        | Rapport | 45e Israfilov · 45+1e Hüseynov · 88e Khalilzade (en) | Spectateurs : 7 825 Arbitrage : Serhiy Boiko | Spectateurs : 7 825 Arbitrage : Serhiy Boiko |

|               | Pays de Galles                           | 2 - 0   | Hongrie                      | Cardiff City Stadium, Cardiff                   |                                                 |
| 20h45 (19h45) | ( Bale) Ramsey 15e · ( Moore) Ramsey 47e | (1 - 0) |                              | Spectateurs : 31 762 Arbitrage : Ovidiu Hațegan | Spectateurs : 31 762 Arbitrage : Ovidiu Hațegan |
| 20h45 (19h45) | Lockyer 72e · James 88e                  | Rapport | 66e Pátkai (en) · 71e Kovács | Spectateurs : 31 762 Arbitrage : Ovidiu Hațegan | Spectateurs : 31 762 Arbitrage : Ovidiu Hațegan |

## Statistiques

### Liste des buteurs
| 4 buts - Bruno Petković 3 buts - Ivan Perišić - Nikola Vlašić - Róbert Boženík - Marek Hamšík 2 buts - Mahir Mədətov - Ramil Sheydayev (en) - Luka Modrić - Willi Orban - Máté Pátkai (en) - Juraj Kucka - Gareth Bale - Kieffer Moore - Aaron Ramsey | 1 but - Tamkin Khalilzade (en) - Borna Barišić - Andrej Kramarić - Dejan Lovren - Ante Rebić - Dávid Holman (en) - Mihály Korhut - Ádám Szalai - Dominik Szoboszlai - Ondrej Duda - Dávid Hancko - Stanislav Lobotka - Róbert Mak - Albert Rusnák - David Brooks - Daniel James - Harry Wilson |

Contre son camp  (csc)
- Pavlo Pashayev (pour le pays de Galles)
- James Lawrence (pour la Croatie)

### Liste des passeurs
| 3 passes décisives - Ante Rebić 2 passes décisives - Marcelo Brozović - Daniel James - Ondrej Duda - Stanislav Lobotka - Balázs Dzsudzsák | 1 passe décisive - Borna Barišić - Josip Brekalo - Andrej Kramarić - Luka Modrić - Bruno Petković - Gareth Bale - Ben Davies - Kieffer Moore | - Connor Roberts - Harry Wilson - Marek Hamšík - Juraj Kucka - Róbert Mak - Albert Rusnák - Denis Vavro - Botond Baráth (en) - Richard Almeida de Oliveira - Ramil Sheydayev (en) |

## Discipline
Un joueur est automatiquement suspendu pour le match suivant :
- S'il cumule trois avertissements (cartons jaunes) lors de trois matchs différents.
- S'il se voit décerner une exclusion de terrain (carton rouge).
- S'il cumule cinq avertissements lors de matchs différents.
- Pour chaque avertissement à partir du cinquième.
  - En cas d’infraction grave, l’Instance de contrôle, d’éthique et de discipline de l'UEFA est habilitée à aggraver la sanction, y compris en l'étendant à d'autres compétitions.

| Joueurs             | Cartons | Suspensions                                           |
| ------------------- | --- | ----------------------------------------------------- |
| Dejan Lovren        | Comportement insultant contre Espagne lors de la Ligue des nations (15 novembre 2018)                                                                | 1re journée, contre Azerbaïdjan (21 mars 2019)        |
| Dejan Lovren        | 2e journée, contre Hongrie (24 mars 2019) · 3e journée, contre Pays de Galles (8 juin 2019) · 8e journée, contre Pays de Galles (13 octobre 2019)    | 9e journée, contre Slovaquie (16 novembre 2019)       |
| Denis Vavro         | 1re journée, contre Hongrie (21 mars 2019) · 2e journée, contre Pays de Galles (24 mars 2019) · 6e journée, contre Hongrie (9 septembre 2019)        | 7e journée, contre Pays de Galles (10 octobre 2019)   |
| Ádám Nagy           | 1re journée, contre Slovaquie (21 mars 2019) · 4e journée, contre Pays de Galles (11 juin 2019) · 6e journée, contre Slovaquie (9 septembre 2019)    | 7e journée, contre Croatie (10 octobre 2019)          |
| Botond Baráth (en)  | 6e journée, contre Slovaquie (9 septembre 2019) | 7e journée, contre Croatie (10 octobre 2019)          |
| Anton Krivotsyuk    | 4e journée, contre Slovaquie (11 juin 2019) · 5e journée, contre Pays de Galles (6 septembre 2019) · 6e journée, contre Croatie (9 septembre 2019)   | 8e journée, contre Hongrie (13 octobre 2019)          |
| Dimitrij Nazarov    | 3e journée, contre Hongrie (8 juin 2019) · 5e journée, contre Pays de Galles (6 septembre 2019) · 6e journée, contre Croatie (9 septembre 2019)      | 8e journée, contre Hongrie (13 octobre 2019)          |
| Maksim Medvedev     | 1re journée, contre Croatie (21 mars 2019) · 3e journée, contre Hongrie (8 juin 2019) · 6e journée, contre Croatie (9 septembre 2019)                | 8e journée, contre Hongrie (13 octobre 2019)          |
| Marcelo Brozović    | 3e journée, contre Pays de Galles (8 juin 2019) · 6e journée, contre Azerbaïdjan (9 septembre 2019) · 7e journée, contre Hongrie (10 octobre 2019)   | 8e journée, contre Pays de Galles (13 octobre 2019)   |
| László Kleinheisler | 7e journée, contre Croatie (10 octobre 2019) | 8e journée, contre Azerbaïdjan (13 octobre 2019)      |
| Norbert Gyömbér     | 7e journée, contre Pays de Galles (10 octobre 2019)                                                                                                  | 9e journée, contre Croatie (16 novembre 2019)         |
| Joe Allen           | 2e journée, contre Slovaquie (24 mars 2019) · 5e journée, contre Azerbaïdjan (6 septembre 2019) · 8e journée, contre Croatie (13 octobre 2019)       | 9e journée, contre Azerbaïdjan (16 novembre 2019)     |
| Domagoj Vida        | 3e journée, contre Pays de Galles (8 juin 2019) · 7e journée, contre Hongrie (10 octobre 2019) · 8e journée, contre Pays de Galles (13 octobre 2019) | 9e journée, contre Slovaquie (16 novembre 2019)       |
| Mihály Korhut       | 1re journée, contre Slovaquie (21 mars 2019) · 4e journée, contre Pays de Galles (11 juin 2019) · 8e journée, contre Azerbaïdjan (13 octobre 2019)   | 10e journée, contre Pays de Galles (19 novembre 2019) |
| Róbert Mak          | 9e journée, contre Croatie (16 novembre 2019) | 10e journée, contre Azerbaïdjan (19 novembre 2019)    |